# Kolmiloukkonen (sjö, lat 66,35, long 27,38)
Kolmiloukkonen är en sjö i Finland. Den ligger i kommunen Kemijärvi i landskapet Lappland, i den norra delen av landet, 700 km norr om huvudstaden Helsingfors. Kolmiloukkonen ligger 192,6 meter över havet. Den är 26 meter djup. Arean är 76,8 hektar och strandlinjen är 5,94 kilometer lång. Sjön  ingår i Kemi älvs huvudavrinningsområde. 